# Everardo Zapata Santillana
Asunto Everardo Zapata Santillana (Cocachacra, Arequipa, 15 de agosto de 1926) es un educador peruano reconocido principalmente por ser el autor de Coquito, un libro concebido para la enseñanza de lectura y escritura en las escuelas de nivel de educación primaria.
Como reconocimiento a su larga trayectoria, el Gobierno peruano le otorgó en el 2004 las Palmas Magisteriales en el Grado de Amauta. Posteriormente en 2022 recibió el reconocimiento del Ministerio de Cultura.

## Biografía
Nació el 15 de agosto de 1926 en Cocachacra, provincia de Islay, departamento de Arequipa, a cuya capital se mudó con su madre, quedando poco después huérfano y al cuidado de su tía. Sus estudios escolares los realizó en la escuela Normal de los Hermanos de La Salle. Su educación superior la siguió en el Instituto Superior San Juan Bautista de La Salle de donde egresó como maestro primario. En 1947 fue enviado por el gobierno para crear una escuela, la N.º 9638, en donde observó que los métodos de enseñanza de lectura que entonces se empleaban no resultaban adecuados, empezando así a gestar la idea de lo que sería su libro Coquito.

## El libro de lectura Coquito
Fruto de su experiencia como docente, Everardo Zapata observó que los métodos de lectura que se usaban en la época era americanos o franceses, con los cuales él consideraba que la enseñanza se hacía complicada. Fue así como dedicó varios años al diseño de su propio método de lectura, el cual publicó en 1955 bajo el nombre de "Coquito".